# Bukittinggi
Bukittinggi tiếng Minangkabau: Bukiktinggi, Jawi: بوكيق تيڠڬي, tên cũ tiếng Hà Lan: Fort de Kock) là một thành phố (kota) thuộc tỉnh Tây Sumatra, Indonesia. Đây là thành phố lớn thứ ba ở Tây Sumatra, Indonesia, với dân số 111.312 người vào năm 2010 and 121,028 in 2020, và ước tính chính thức vào giữa năm 2022 là 122.311 người - bao gồm 61.198 nam và 61.113 nữ. Thành phố này có diện tích 25,24 km2., dân số theo điều tra năm 2000 là 91.000 người. Thành phố nằm ở cao nguyên Minangkabau, 90 km bằng đường bộ so với Padang. Thành phố nằm gần các núi lửa núi Singgalang (không hoạt động) và núi Marapi (vẫn hoạt động).
Bukittinggi (tiếng Minangkabau: Bukiktinggi, Jawi: بوكيق تيڠڬي, tên cũ tiếng Hà Lan: Fort de Kock) à thành phố lớn thứ ba ở Tây Sumatra, Indonesia, với dân số 111.312 người vào năm 2010 and 121,028 in 2020, và ước tính chính thức vào giữa năm 2022 là 122.311 người - bao gồm 61.198 nam và 61.113 nữ. Ở độ cao 930 m so với mực nước biển, thành phố có khí hậu mát mẻ với nhiệt độ từ 16,1° đến 24,9 °C.
Bukittinggi từng được biết đến với cái tên Fort de Kock và từng được mệnh danh là 'Parijs van Sumatera'. Thành phố này là thủ đô của Indonesia trong Chính phủ khẩn cấp của Cộng hòa Indonesia (PDRI). Trước khi trở thành thủ đô của PDRI, thành phố này là trung tâm chính quyền vào thời Đông Ấn thuộc Hà Lan và trong thời kỳ thuộc địa của Nhật Bản.